# Order Konfederatów Barskich
Order Konfederatów Barskich lub Krzyż Konfederatów Barskich – odznaczenie przyznawane konfederatom barskim lub przez nich noszone, którego natura ani pochodzenie nie są znane.

## Opis odznaki
Najbardziej znanym egzemplarzem Orderu jest krzyż znajdujący się od 1970 roku w Arsenale na Jasnej Górze: w 1966 roku podczas opisywania eksponatów znajdujących się w skarbcu na Jasnej Górze w pudle ze złomem natrafiono na egzemplarz krzyża przypisywanego Kazimierzowi Pułaskiemu.
Jest to zawieszony na czerwonej wstążce złoty krzyż o wymiarach 42 mm x 42 mm. Strona „A” (w literaturze nie ma zgody, która strona jest awersem, a która rewersem) z namalowaną Matką Boską Częstochowską i Dzieciątkiem i z napisem w otoku: MARIA * VICTPIX (sic) * HOSTIUM. Na ramionach krzyża napis: PRO FIDE / ET MARIA / PRO LEGĘ / ET PATRIA. Strona „B” z białym orłem bez korony na czerwonym laku, w łapach orła berło i jabłko królewskie z krzyżykiem (tzw. „świat”), w otoku napis: IN * HOL (sic) * SIGNO * YINCES, zaś na ramionach krzyża (od lewego ramienia): BENE MER IN CL / MONTE 2 D FE /1771, CAS PULA – na górnym ramieniu, MAR ŁOMŻ – na prawym ramieniu i TRIB PRAE / MIUM – na dolnym ramieniu. Na górnym ramieniu krzyża znajduje się uszkodzenie – wyrwane uszko służące pierwotnie do zawieszania krzyża. Poniżej uszkodzenia zrobiono prymitywnymi metodami dziurkę do zawieszenia krzyża. Interpretacja powyższych napisów i skrótów łacińskich nastręcza wielkie trudności i niejednoznaczności. Niewątpliwe jest jednak to, że krzyż ten był związany z Kazimierzem Pułaskim, który stacjonował w 1771 roku przez dłuższy czas w Częstochowie.
W sumie znanych jest co najmniej 8 egzemplarzy odznak konfederatów barskich, z czego poza powyższym egzemplarzem 2 znajdują się w Muzeum Wojska Polskiego w Warszawie, a 1 w Muzeum Sztuki Medalierskiej we Wrocławiu. Szczegółową ich kwerendę przeprowadził dr hab. Kazimierz Przyboś. Mają one różny wygląd, co oznacza, że mamy do czynienia nie z jednym jednolitym wzorcem odznaki konfederackiej, a z co najmniej kilkoma bardzo dowolnie sporządzonymi typami odznak.

## Hipotezy
Istnieją 3 hipotezy natury Orderu:
1. Było to odznaczenie przyznawane zasłużonym konfederatom (przez Kazimierza Pułaskiego); ku tej teorii skłaniał się Gloger[5].
2. Było to odznaczenie nadane Kazimierzowi Pułaskiemu[2] jako kawalerowi „kawalerii Krzyża świętego”, który – po zwycięskim odparciu (15 stycznia 1771 roku) oblężenia Jasnej Góry przez Rosjan i po wykonaniu na ramionach rewersu odpowiedniego napisu – złożył swój krzyż 2 lutego (w święto Matki Boskiej Gromnicznej) jako osobisty dar wotywny na ołtarzu Pani Częstochowskiej. Zrobił to w podzięce za zwycięską obronę fortecy. Później w czasie burzliwych wypadków (panowanie pruskie na Jasnej Górze, zajęcie fortecy przez Francuzów w 1807 roku, a potem przez Rosjan w 1813 roku) krzyż mógł zaginąć i w jakichś nieznanych okolicznościach stał się własnością Andrzeja Zaremby Cieleckiego, marszałka konfederacji województwa łęczyckiego i trafił do zbiorów w Szamotułach. Następnie – znów po wędrówce w nieznanych okolicznościach – został odkryty przez Zofię Rozanow i Ewę Smulikowską w pudle ze złomem na Jasnej Górze;
3. Była to odznaka przynależności do Konfederacji. Ku tej interpretacji skłania się prof. Kazimierz Przyboś[4], według którego była to jedna z zachowanych odznak „Zakonu Krzyża świętego”. Jednocześnie z zawiązaniem 29 lutego 1768 roku konfederacji w Barze, została powołana organizacja „Zakon Krzyża świętego”, która skupiała najściślejsze grono wtajemniczonych. Każdy z zaprzysiężonych członków „Zakonu” miał nosić na lewej piersi „order” z napisem PRO FIDE ET LIBERTATE, jako odznaką przynależności do stowarzyszenia. Przywódcy konfederacji – zarówno Józef Pułaski, jak i jego syn Kazimierz – w swoich uniwersałach używali tytułu „pułkownik Kawaleryi Orderu św. Krzyża”, podobnie inni konfederaci identyfikowali się z kawalerią Orderu Św. Krzyża. Noszone przez nich krzyże to proste krzyże typu maltańskiego lub medale do zawieszania na piersi lub szyi, bez żadnych ozdób i upiększeń. Krzyż Pułaskiego był pod tym względem wyjątkowy.